# Stefan Pastuszewski
Stefan Marian Pastuszewski (ur. 19 sierpnia 1949 w Bydgoszczy) – polski polityk, pisarz, poeta, dziennikarz i samorządowiec, poseł na Sejm I kadencji.

## Życiorys
Jest absolwentem Wyższej Szkoły Inżynierskiej w Bydgoszczy (1971), Uniwersytetu Mikołaja Kopernika (1976) i Uniwersytetu Gdańskiego (1983). W 2013 doktoryzował się z nauk humanistycznych w zakresie historii na Uniwersytet Kazimierza Wielkiego w Bydgoszczy.
Od 1967 do 1971 należał do Zrzeszenia Studentów Polskich. Od 1972 pracował jako dziennikarz w prasie bydgoskiej (m.in. „Ilustrowanym Kurierze Polskim” i „Wodniaku Bydgoskim”, w którym pełnił funkcję redaktora naczelnego). W 1974 wstąpił do Stronnictwa Demokratycznego, z którego odszedł w grudniu 1980. W 1980 wstąpił do „Solidarności”, był rzecznikiem związku w Bydgoszczy. W stanie wojennym został internowany 14 grudnia 1981, po zwolnieniu działał w podziemiu. Od 1983 do 1992 pracował jako nauczyciel akademicki na UAM, na początku lat 90. także jako nauczyciel w szkole średniej.
W latach 1991–1993 sprawował mandat posła na Sejm I kadencji wybranego w okręgu bydgoskim z ramienia Chrześcijańskiej Demokracji (jako przedstawiciel ChDSP – od 1989 był wiceprezesem tej partii). W latach 1990–2002 był radnym Bydgoszczy, ponownie objął tę funkcję w 2005 z ramienia Prawa i Sprawiedliwości (po uzyskaniu przez Kosmę Złotowskiego mandatu senatora). W 2006, 2010 i 2014 był wybierany na kolejne kadencje. Nie uzyskiwał natomiast ponownie mandatu w 2018 i 2024. Od 1994 do 1998 zajmował stanowisko wiceprezydenta miasta. Od 2003 do 2007 był starszym inspektorem w Miejskim Ośrodku Kultury.
Należał do Stronnictwa Pracy (powstałego w 2000 z połączenia ChDSP i Koalicji Ludowo-Niepodległościowej). Bezskutecznie kandydował do Sejmu w 1993 (z listy PC), 1997 (z ramienia AWS) i 2001 (z ramienia AWSP), a także do wyborach do Parlamentu Europejskiego w 2004 z ramienia Ogólnopolskiego Komitetu Obywatelskiego „OKO”. W wyborach parlamentarnych w 2005 bez powodzenia kandydował do Senatu z własnego komitetu, a w wyborach w 2007 i 2011 również bezskutecznie ubiegał się o mandat poselski z listy PiS. W 2011 po wyborach opuścił Stronnictwo Pracy.
Autor licznych zbiorów opowiadań i tomików wierszy, tłumaczonych m.in. na język bułgarski, czeski, niemiecki i ukraiński. W 1998 założył miesięcznik literacki „Akant”, w którym objął funkcję sekretarza redakcji.

## Odznaczenia
- Krzyż Komandorski Orderu Odrodzenia Polski (2018)[7]
- Krzyż Kawalerski Orderu Odrodzenia Polski (2007)[8]
- Krzyż Wolności i Solidarności (2015)[9]
- Złoty Krzyż Zasługi (2005)[10]
- Srebrny Krzyż Zasługi (2001)[11]

## Publikacje
Powieści
- Późne majowe popołudnie (IW Świadectwo, 1995)

Zbiory wierszy
- Druga gałąź (Staromiejski Dom Kultury, 1977)
- Dzień, w którym przyszedł (WRZZ, 1977)
- Odloty (ZLP, 1978)
- Trzeba iść (K-PTK, 1989)
- Imię moje (Pomorskie Wydawnictwo Prasowe, 1980)
- Listy do siebie (Wydawnictwo Morskie, 1981)
- Kuszenie Ikara (LSW, 1981)
- Biały pokój (Młodzieżowa Agencja Kulturalna, 1981)
- Czas ostateczny (Wydawnictwo Filip, 1983)
- Wiersze (Młodzieżowa Oficyna Literacka, 1985)
- Róża i miecz (Wydawnictwo Somix, 1991)
- Smak malin i czereśni (IW Świadectwo, 1993)
- Kobiety są (IW Świadectwo, 1993)
- Zachłanność (K-PTK, 1994)
- Listy do Pani (IW Świadectwo, 1995)
- Przepaść w brzuchu (IW Świadectwo, 1996)
- Wiersze wybrane (IW Świadectwo, 1997)
- Sonety i poematy (Agencja Wydawnicza Gens, 1999)
- Po przełomie (IW Świadectwo, 2000)
- Pamiątki inflanckie (IW Świadectwo, 2003)
- Powroty (Bydgoska Licencja Marek, 2018)

Zbiory opowiadań
- Dziwne sprawy (LSW, 1980)
- Szczególny zbieg okoliczności (IW Świadectwo, 1994)
- Miasto (IW Świadectwo, 1996)
- Nie-do-opowiadania (IW Świadectwo, 1997)
- Karły (IW Świadectwo, 2000)
- Dwanaście miłosnych miesięcy (IW Świadectwo, 2001)
- Teraz Polska (IW Świadectwo, 2002)
- Dwanaście pań i panów w lusterkach (IW Świadectwo, 2003)

Opracowania
- Pierwsze lata NSZZ „Solidarność” w regionie bydgoskim (IW Świadectwo, 1995)
- Bydgoski listopad 1956 (IW Świadectwo, 1996)
- Bydgoszcz w literaturze  (IW Świadectwo, 2003)